# Видземская высшая школа
Видземская высшая школа (латыш. Vidzemes Augstskola) — высшее учебное заведение, основанное в 1996 году в Валмиере.

## Структура
Высшая школа имеет два факультета — инженерный и факультет общественных наук.
Всего 6 направлений обучения:
- Бизнес-администрирование
- Информационные технологии
- Коммуникация
- СМИ и менеджмент
- Мехатроника
- Туризм и рекреация
- Строительство